# Sex nach einer Geburt
Sex nach der Geburt, med. postpartale Sexualität, umfasst sexuelle Aktivitäten von Paaren, bei denen bei der Frau noch die Nachwirkungen eines nicht lang zurückliegenden Geburtsvorgangs bestehen. Da es für nicht-penetrativen Sex nach einer Geburt kaum Einschränkungen gibt, bezieht sich der Begriff vor allem auf den vaginalen Intimverkehr. Die Vagina wird nicht mehr allein als Sexualorgan wahrgenommen, sondern als Teil des Geburtskanals, der durch die Entbindung stark gedehnt wurde und erheblicher Reibung ausgesetzt war. Dieser Zustand bedeutet oft eine vulnerable Zeit für die sexuelle Beziehung der Eltern.

## Regeneration
Nach einer Entbindung benötigt der weibliche Organismus eine Pause zur Regeneration und aus hygienischen Gründen. Je nach den Gegebenheiten kann der Verzicht auf Vaginalsex auf die Postpartalphase, d. h. die Zeit des Wochenbetts, begrenzt sein (ca. 6 Wochen), oder sich wegen noch nicht abgeklungener Beschwerden über weitere Monate erstrecken. Der Zustand der Vagina im Puerperium ist ein Risikofaktor für eine Kohabitationsverletzung.
In der Regel ist penil-vaginaler Intimverkehr körperlich wieder möglich, wenn der Wochenfluss aufgehört hat. Der Wunsch danach kehrt bei vielen Frauen nur allmählich zurück. Durch eine Narbe am Damm, infolge von Veränderungen in der Vagina oder wegen einer Kaiserschnittnarbe kann er noch längere Zeit schmerzhaft und vorübergehend unmöglich sein.

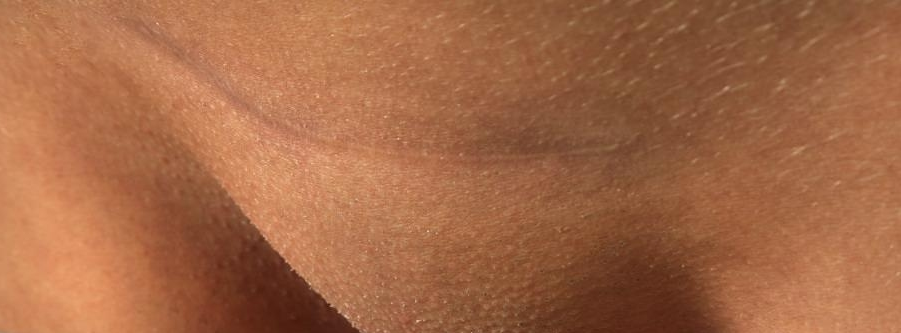
Verheilte Kaiserschnittnarbe

Wenn am Scheideneingang und am Perineum ein glatter Dammschnitt genäht wurde, erfolgt die Heilung normalerweise innerhalb von zwei Wochen. Wurde ein tiefer Dammriss genäht, kann die Heilung länger dauern. Bei erschwertem Heilungsverlauf verschiebt sich der Zeitpunkt, an dem penetrativer Geschlechtsverkehr wieder ohne Schmerzen möglich ist, manchmal um mehrere Wochen bis Monate.
Nach einem Kaiserschnitt gilt als Empfehlung vier bis sechs Wochen Enthaltsamkeit. Bis zur vollständigen Ausheilung kann jedoch auch später eine stärkere mechanische Belastung zu postoperativen Komplikationen führen. In einer Publikation aus Taiwan wird ein Einzelfall einer Frau beschrieben, die vier Wochen nach Kaiserschnittentbindung nach Vaginalsex wegen einer Uterusruptur infolge Dehiszenz in der Narbe notoperiert wurde. Diese Komplikation ist sehr selten. Bislang seien in der medizinischen Literatur nur zwei Fälle bekannt.
Falls die Partner vor Ablauf der ärztlich empfohlenen Wartezeit schon penil-vaginalen Sex versuchen, schützt die Benutzung eines Kondoms die Vagina und die Gebärmutter, in der noch kleine Wunden sein können, vor der möglichen Einbringung infektiöser Keime. Bis zum Ende des Wochenflusses und bis zur ersten Erfahrung, dass Vaginalverkehr wieder schmerzfrei ist, sind Masturbation allein, gemeinsam und gegenseitig, alternative Möglichkeiten für Partner, die offen kommunizieren und einander ihr Einverständnis dafür geben.

## Wiederaufnahme des Intimverkehrs
Das nach der Geburt veränderte Körperbild der Frau beeinflusst ihr Sexualverhalten. Zwischen dem sexuellen Verlangen des Mannes und der Frau kann eine Diskrepanz bestehen.
Nicht selten ist der Schlafentzug bei den Eltern während der ersten Lebensmonate des Säuglings dem sexuellen Verlangen abträglich. Die intensive Mutter-Kind-Beziehung lässt für die Paarbeziehung weniger Raum. Viele Frauen wollen infolge des Schlafentzugs durch nächtliches Stillen, oder Flasche geben, Windeln wechseln und das Kind schlafen legen, wenn möglich lieber schlafen als Sex haben.
Die meisten Elternpaare nehmen im Mittelwert 8 bis 9 Wochen nach der Geburt den vaginalen Intimverkehr wieder auf. Die Häufigkeit aus der Zeit vor der Schwangerschaft wird bei vielen Paaren 12 Monate nach der Geburt erreicht.
Viele Frauen haben postpartal vorübergehende sexuelle Funktionsstörungen. In einer Studie an 3112 Frauen, von denen 50 % eine vaginale Entbindung und 50 % eine Kaiserschnittentbindung hatten, wurden 4 Wochen, 6 Wochen und 6 Monate danach die Nichtwiederaufnahme des Intimverkehrs bzw. die bei manchen bestehende Dyspareunie verglichen. Nach Kaiserschnittentbindungen hatten viele nach 6 Wochen den Intimverkehr noch nicht wiederaufgenommen. Der Anteil der Frauen, die nach einer vaginalen Geburt keinen Intimverkehr wollten und solcher mit Dyspareunie nahm in der Zeit von 6 Wochen bis 6 Monaten nach der Geburt allmählich ab. Maßnahmen zur Verminderung der Geburtsschmerzen (Anästhesie) und gute Betreuung während der Geburt, sowie der positive Einfluss der Unterstützung durch den Partner nach der Entbindung wirken sich bei der Frau günstig auf die Wiederkehr des Wunsches und das positive Erleben der partnerschaftlichen Sexualität aus.

## Partnerverhalten

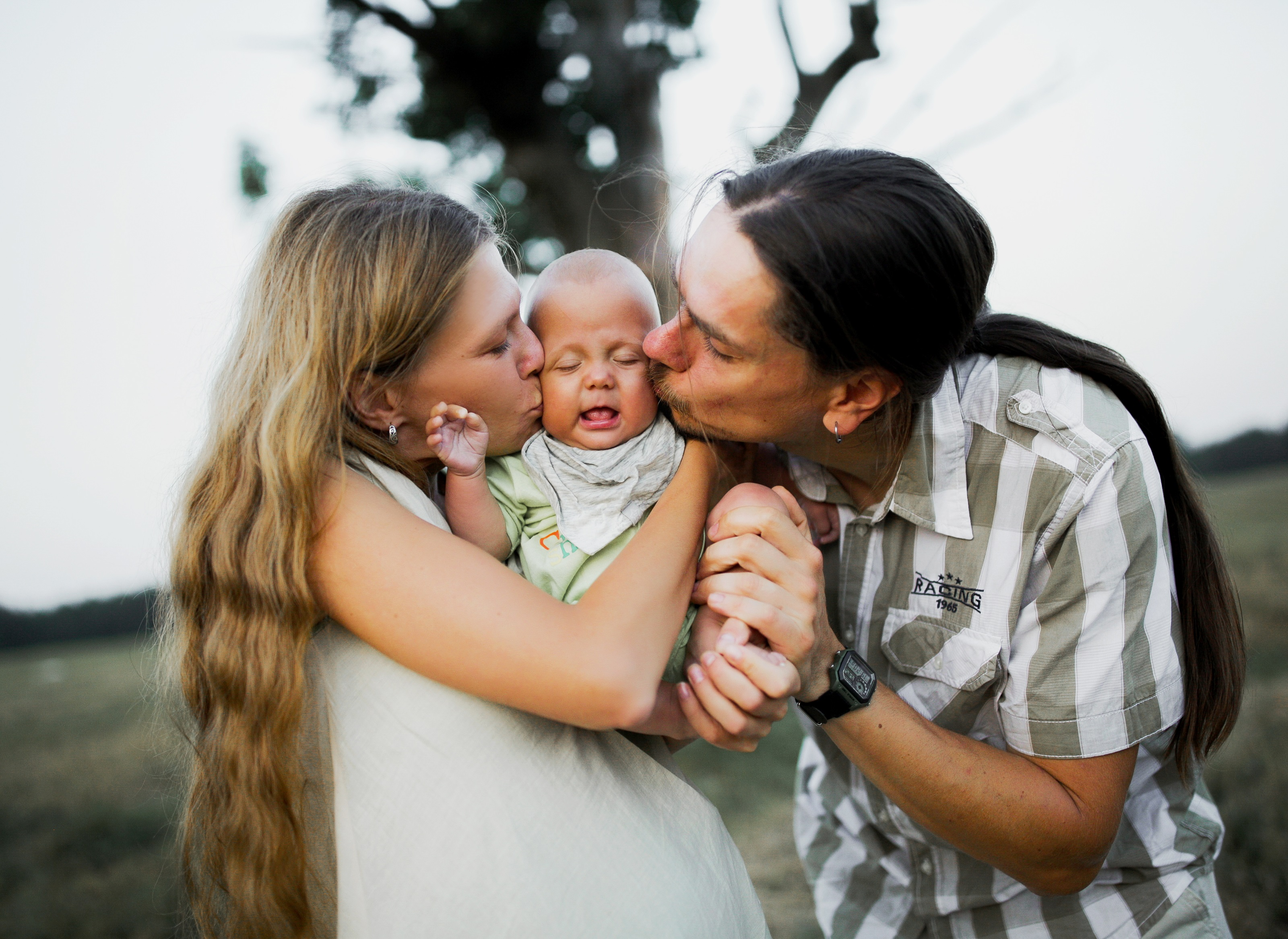

In einer schwedischen Studie (2010) zeigte sich, dass die Väter nach Geburten bereit waren, den Säugling in den Mittelpunkt zu stellen und den Geschlechtsverkehr zu verschieben, bis beide Partner wieder bereit waren, obwohl sie Beruhigung brauchten, um sich in der neuen Situation wohl zu fühlen. Bei den Vätern erweiterte sich die Wahrnehmung des Sexuallebens, sie schloss alle Arten von Nähe und Berührungen ein und wich vom „Stereotyp der männlichen Sexualität“ ab. Es ist möglich, dass es beim Mann beim Miterleben der Geburt zu einer Traumatisierung und einem sexuellen Rückzug kommt.